# Jim Brewer
James Turner "Jim" Brewer (Maywood, Illinois, 3 de diciembre de 1951) es un exjugador de baloncesto estadounidense que jugó en la NBA durante 9 temporadas en la década de los 70. Con sus 2,09 metros, jugaba en las posiciones de alero y de pívot.

## Trayectoria deportiva

### Universidad
Jugó en la Universidad de Minnesota, donde en 1973 fue elegido en el segundo equipo All-American.

### Profesional
Fue elegido en la segunda posición del Draft de la NBA de 1973 por los Cleveland Cavaliers, donde jugó durante 5 temporadas y media. Su mejor año fue 1976, cuando consiguió promediar 11,5 puntos y 10,9 rebotes por partido, siendo el tercer máximo reboteador ofensivo de la liga. Fue traspasado a Detroit Pistons mediada la temporada 1978-79, donde apenas jugó una veintena de partidos. Al año siguiente firma por Portland Trail Blazers, donde hace una discreta campaña saliendo desde el banquillo, pero que no le impide fichar al año siguiente por los Lakers, a los que ayudaría a conseguir el anillo de Campeones de la NBA en 1982. Ese mismo año, con 30 años, se retiró, tras promediar durante 9 temporadas 5,8 puntos y 6,3 rebotes por partido.
Brewer también ha jugado para el equipo de Cantù, en Italia, ganando la Copa de Europa en 1983.
Después de retirarse ejerció de entrenador asistente en la NBA durante 12 campañas.

## Estadísticas de su carrera en la NBA

### Temporada regular
| Temporada | Edad | Equipo                 | Liga | P   | TIT | MIN  | TC  | TCA  | %TC  | 3P  | 3PA | %3P  | TL  | TLA | %TL  | R.OF. | R.DEF. | REB  | ASIS | ROB | TAP | PER | FP  | PTS  |
| 1973-74   | 22   | Cleveland Cavaliers    | NBA  | 82  |     | 22.7 | 2.6 | 6.7  | .383 |     |     |      | 1.0 | 1.5 | .650 | 2.5   | 3.9    | 6.4  | 1.8  | 0.6 | 0.4 |     | 2.3 | 6.1  |
| 1974-75   | 23   | Cleveland Cavaliers    | NBA  | 82  |     | 24.3 | 3.5 | 7.8  | .455 |     |     |      | 1.3 | 1.9 | .648 | 2.5   | 3.7    | 6.2  | 1.6  | 0.9 | 0.5 |     | 1.8 | 8.4  |
| 1975-76   | 24   | Cleveland Cavaliers    | NBA  | 82  |     | 35.5 | 4.9 | 10.7 | .458 |     |     |      | 1.7 | 2.6 | .654 | 3.6   | 7.2    | 10.9 | 2.5  | 1.1 | 1.1 |     | 2.6 | 11.5 |
| 1976-77   | 25   | Cleveland Cavaliers    | NBA  | 81  |     | 33.0 | 3.7 | 8.1  | .451 |     |     |      | 1.2 | 2.2 | .545 | 3.4   | 6.0    | 9.4  | 2.4  | 1.2 | 1.0 |     | 2.6 | 8.5  |
| 1977-78   | 26   | Cleveland Cavaliers    | NBA  | 80  |     | 22.5 | 2.2 | 4.9  | .449 |     |     |      | 0.6 | 1.3 | .460 | 2.3   | 3.9    | 6.2  | 1.2  | 0.8 | 0.6 | 1.3 | 2.2 | 5.0  |
| 1978-79   | 27   | TOTAL                  | NBA  | 80  |     | 20.1 | 1.8 | 4.0  | .442 |     |     |      | 0.3 | 0.8 | .413 | 2.0   | 4.0    | 5.9  | 1.1  | 0.8 | 0.8 | 1.2 | 2.2 | 3.9  |
| 1978-79   | 27   | Cleveland Cavaliers    | NBA  | 55  |     | 23.7 | 2.1 | 4.7  | .440 |     |     |      | 0.4 | 0.9 | .479 | 2.3   | 4.5    | 6.7  | 1.3  | 0.9 | 1.0 | 1.4 | 2.5 | 4.6  |
| 1978-79   | 27   | Detroit Pistons        | NBA  | 25  |     | 12.4 | 1.1 | 2.4  | .450 |     |     |      | 0.1 | 0.6 | .200 | 1.4   | 2.8    | 4.2  | 0.5  | 0.5 | 0.4 | 0.8 | 1.5 | 2.3  |
| 1979-80   | 28   | Portland Trail Blazers | NBA  | 67  |     | 15.2 | 1.3 | 2.7  | .489 | 0.0 | 0.1 | .000 | 0.2 | 0.4 | .483 | 1.5   | 2.3    | 3.8  | 1.1  | 0.6 | 0.6 | 0.7 | 1.9 | 2.9  |
| 1980-81   | 29   | Los Angeles Lakers     | NBA  | 78  |     | 14.2 | 1.3 | 2.5  | .513 | 0.0 | 0.0 | .000 | 0.2 | 0.5 | .375 | 1.6   | 2.0    | 3.6  | 0.7  | 0.6 | 0.7 | 0.6 | 2.0 | 2.8  |
| 1981-82   | 30   | Los Angeles Lakers     | NBA  | 71  | 9   | 13.6 | 1.1 | 2.5  | .463 | 0.0 | 0.1 | .167 | 0.1 | 0.3 | .368 | 1.5   | 2.2    | 3.7  | 0.6  | 0.5 | 0.6 | 0.5 | 1.8 | 2.4  |
| Total     |      |                        | NBA  | 703 | 9   | 22.7 | 2.5 | 5.7  | .448 | 0.0 | 0.1 | .077 | 0.8 | 1.3 | .571 | 2.4   | 4.0    | 6.3  | 1.5  | 0.8 | 0.7 | 0.9 | 2.2 | 5.8  |

### Playoffs
| Temporada | Edad | Equipo                 | Liga | P  | TIT | MIN  | TC  | TCA | %TC   | 3P  | 3PA | %3P | TL  | TLA | %TL   | R.OF. | R.DEF. | REB  | ASIS | ROB | TAP | PER | FP  | PTS |
| 1975-76   | 24   | Cleveland Cavaliers    | NBA  | 13 |     | 37.6 | 3.4 | 7.8 | .436  |     |     |     | 2.0 | 3.7 | .542  | 3.1   | 7.7    | 10.8 | 2.8  | 1.0 | 0.9 |     | 2.6 | 8.8 |
| 1976-77   | 25   | Cleveland Cavaliers    | NBA  | 3  |     | 37.7 | 3.7 | 9.0 | .407  |     |     |     | 0.3 | 0.3 | 1.000 | 3.7   | 8.3    | 12.0 | 1.7  | 1.3 | 1.3 |     | 3.7 | 7.7 |
| 1977-78   | 26   | Cleveland Cavaliers    | NBA  | 1  |     | 9.0  | 0.0 | 1.0 | .000  |     |     |     | 0.0 | 2.0 | .000  | 0.0   | 0.0    | 0.0  | 0.0  | 0.0 | 0.0 | 0.0 | 2.0 | 0.0 |
| 1979-80   | 28   | Portland Trail Blazers | NBA  | 3  |     | 22.3 | 3.3 | 3.3 | 1.000 | 0.0 | 0.0 |     | 0.3 | 1.0 | .333  | 2.0   | 3.3    | 5.3  | 1.0  | 1.7 | 0.7 | 0.3 | 2.0 | 7.0 |
| 1980-81   | 29   | Los Angeles Lakers     | NBA  | 3  |     | 2.3  | 0.0 | 0.0 |       | 0.0 | 0.0 |     | 0.0 | 0.0 |       | 0.0   | 0.3    | 0.3  | 0.0  | 0.0 | 0.0 | 0.0 | 0.3 | 0.0 |
| 1981-82   | 30   | Los Angeles Lakers     | NBA  | 8  |     | 7.1  | 0.4 | 0.8 | .500  | 0.0 | 0.0 |     | 0.0 | 0.0 |       | 0.5   | 0.9    | 1.4  | 0.5  | 0.3 | 0.8 | 0.5 | 0.6 | 0.8 |
| Total     |      |                        | NBA  | 31 |     | 23.9 | 2.2 | 4.7 | .469  | 0.0 | 0.0 |     | 0.9 | 1.7 | .519  | 2.0   | 4.6    | 6.6  | 1.6  | 0.8 | 0.8 | 0.3 | 1.9 | 5.3 |